# Dorcas Matthews
Dorcas Matthews (5 novembre 1890 – Berkeley, 24 gennaio 1969) è stata un'attrice statunitense che lavorò nel cinema esclusivamente all'epoca del muto.
Aveva sposato l'attore Robert McKim (1886–1927).

## Filmografia
- The Captive God, regia di Charles Swickard (1916)
- Honor Thy Name, regia di Charles Giblyn (1916)
- The Jungle Child, regia di Walter Edwards (1916)
- The Little Brother, regia di Charles Miller (1917)
- The Millionaire Vagrant, regia di Victor L. Schertzinger (1917)
- Love or Justice, regia di Walter Edwards (1917)
- Madcap Madge, regia di Raymond B. West (1917)
- A Strange Transgressor, regia di Reginald Barker (1917)
- Borrowed Plumage, regia di Raymond B. West (1917)
- Ten of Diamonds, regia di Raymond B. West (1917)
- Idolators , regia di Walter Edwards (1917)
- The Tar Heel Warrior, regia di E. Mason Hopper (1917)
- The Price Mark, regia di Roy William Neill (1917)
- The Silent Man, regia di William S. Hart (1917)
- Love Letters, regia di Roy William Neill (1917)
- Those Who Pay, regia di Raymond B. West (1917)
- The Cast-Off, regia di Raymond B. West (1918)
- Love Me, regia di Roy William Neill (1918)
- The Claws of the Hun, regia di Victor Schertzinger (1918)
- A Nine O'Clock Town, regia di Victor Schertzinger (1918)
- The Law of Men, regia di Fred Niblo (1919)
- The Haunted Bedroom, regia di Fred Niblo (1919)
- The Virtuous Thief, regia di Fred Niblo (1919)
- The Market of Souls, regia di Joseph De Grasse (1919)
- Beckoning Roads, regia di Howard Hickman (1919)
- The Woman in the Suitcase, regia di Fred Niblo (1920)
- Out of the Dust, regia di John P. McCarthy (1920)
- The Luck of Geraldine Laird, regia di Edward Sloman (1920)
- Sangue e arena (Blood and Sand), regia di Fred Niblo (1922)
- The Famous Mrs. Fair, regia di Fred Niblo (1923)
- La fiera delle vanità (Vanity Fair), regia di Hugo Ballin (1923)